# Conductividad eléctrica

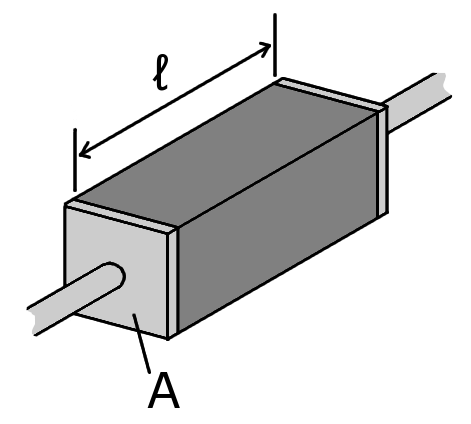
Pieza de un material con sección y longitud conocidas, dotada de contactos eléctricos en sus extremos.

La conductividad eléctrica (símbolo σ) es la medida de la capacidad de un material o sustancia para dejar pasar la corriente eléctrica a través de él. La conductividad depende de la estructura atómica y molecular del material. Los metales son buenos conductores porque tienen una estructura con muchos electrones con vínculos débiles, y esto permite su movimiento. La conductividad también depende de otros factores físicos del propio material, y de la temperatura.
La conductividad es inversa de la resistividad (símbolo ρ); por tanto, {\displaystyle \sigma =1/\rho }, y su unidad es el S/m (siemens por metro) o Ω−1/m. Usualmente, la magnitud de la conductividad es la proporcionalidad entre el campo eléctrico {\displaystyle \mathbf {E} } y la densidad de corriente de conducción {\displaystyle \mathbf {J} }:

{\displaystyle \mathbf {J} =\sigma \mathbf {E} }

## Historia
El físico inglés Stephen Gray (1666-1736) estudió principalmente la conductividad eléctrica de los cuerpos y, después de muchos experimentos, fue el primero en 1729 en transmitir electricidad a través de un conductor. En sus experimentos descubrió que para que la electricidad, o los "efluvios" o "virtud eléctrica", como él la llamó, pudiera circular por el conductor, este tenía que estar aislado de tierra. Posteriormente estudió otras formas de transmisión y, junto con los científicos G. Wheler y J. Godfrey, clasificó los materiales en conductores y aislantes de la electricidad.

## Conductividad eléctrica en diferentes medios
Los mecanismos de conductividad difieren entre los tres estados de la materia. Por ejemplo en los sólidos los átomos como tal no son libres de moverse y la conductividad se debe a los electrones. En los metales existen electrones cuasi-libres que se pueden mover muy libremente por todo el volumen, en cambio en los aislantes, muchos de ellos son sólidos iónicos.

### Conductividad en medios líquidos
La conductividad electrolítica en medios líquidos está relacionada con la presencia de sales en disoluciones, cuya disociación genera iones positivos y negativos capaces de transportar la energía eléctrica si se somete el líquido a un campo eléctrico. Estos conductores iónicos se denominan electrolitos o conductores electrolíticos.
Las determinaciones de la conductividad reciben el nombre de determinaciones conductométricas y tienen muchas aplicaciones como, por ejemplo:
- en la electrólisis, ya que el consumo de energía eléctrica en este proceso depende en gran medida de ella;
- en los estudios de laboratorio para determinar el contenido de sales de varias soluciones durante la evaporación del agua (por ejemplo en el agua de calderas o en la producción de leche condensada);
- en el estudio de las basicidades de los ácidos, puesto que pueden ser determinadas por mediciones de la conductividad;
- para determinar las solubilidades de electrólitos escasamente solubles y para hallar concentraciones de electrólitos en soluciones por titulación.

La base de las determinaciones de la solubilidad es que las soluciones saturadas de electrólitos escasamente solubles pueden ser consideradas como infinitamente diluidas. Midiendo la conductividad específica de semejante solución y calculando la conductividad equivalente según ella, se halla la concentración del electrólito, es decir, su solubilidad.
Un método práctico sumamente importante es el de la titulación conductométrica, o sea la determinación de la concentración de un electrólito en solución por la medición de su conductividad durante la titulación. Este método resulta especialmente valioso para las soluciones turbias o fuertemente coloreadas que con frecuencia no pueden ser tituladas con el empleo de indicadores.
La conductividad eléctrica se utiliza para determinar la salinidad (contenido de sales) de suelos y substratos de cultivo, para lo que se disuelven en agua y se mide la conductividad del medio líquido resultante. Suele estar referenciada a 25 °C y el valor obtenido debe corregirse en función de la temperatura. Coexisten muchas unidades de expresión de la conductividad para este fin, aunque las más utilizadas son dS/m (deciSiemens por metro), mmhos/cm (milimhos por centímetro) y según los organismos de normalización europeos mS/m (miliSiemens por metro). El contenido de sales de un suelo o substrato también se puede expresar por la resistividad (se solía expresar así en Francia antes de la aplicación de las normas INEN).

### Conductividad en medios sólidos
Según la teoría de bandas de energía en sólidos cristalinos, son materiales conductores aquellos en los que las bandas de valencia y conducción se superponen, formándose una «nube» de electrones libres causante de la corriente al someter al material a un campo eléctrico. Estos medios conductores se denominan conductores eléctricos.
La Comisión Electrotécnica Internacional definió como patrón de la conductividad eléctrica:
«Un hilo de cobre de 1 metro de longitud y un gramo de masa, que da una resistencia de 0,15388 Ω a 20 °C» al que asignó una conductividad eléctrica de 100 % IACS (International Annealed Copper Standard, Estándar Internacional de cobre recocido). A toda aleación de cobre con una conductividad mayor que 100 % IACS se le denomina de alta conductividad (H.C. por sus siglas inglesas).

### Algunas conductividades eléctricas
| Tipo            | Material         | Conductividad eléctrica (S·m−1)                           | Temperatura (°C) | Notas |
| --------------- | ---------------- | --------------------------------------------------------- | ---------------- | --- |
| Conductores     | Grafeno          | 98,7 × 106                                                | 20               | El mejor conductor conocido |
| Conductores     | Plata            | 63,0 × 106                                                | 20               | La conductividad eléctrica más alta de cualquier metal |
| Conductores     | Cobre            | 59,6 × 106                                                | 20               | El conductor más usado para la gestión y transporte de la energía eléctrica |
| Conductores     | Cobre recocido   | 58,0 × 106                                                | 20               | Se refiere a 100 % IACS (Estándar Internacional de Cobre Recocido, de sus siglas en inglés: International Annealed Copper Standard). Esta es la unidad más común usada para medir la conductividad de materiales no magnéticos usando el método de las corrientes de Foucault (corrientes parásitas) |
| Conductores     | Oro              | 45,5 × 106                                                | 20-25            | |
| Conductores     | Aluminio         | 37,8 × 106                                                | 20               | |
| Conductores     | Wolframio        | 18,2 × 106                                                |                  | |
| Conductores     | Hierro           | 15,3 × 106                                                |                  | |
| Semiconductores | Carbono          | 2,80 × 104                                                |                  | |
| Semiconductores | Germanio         | 2,20 × 10−2                                               |                  | |
| Semiconductores | Silicio          | 1,60 × 10−5                                               |                  | |
| Aislantes       | Vidrio           | 10−10 a 10−14                                             |                  | |
| Aislantes       | Lucita           | < 10−13                                                   |                  | |
| Aislantes       | Mica             | 10−11 a 10−15                                             |                  | |
| Aislantes       | Teflón           | < 10−13                                                   |                  | |
| Aislantes       | Cuarzo           | 1,33 × 10−18                                              |                  | Solo si está fundido, en estado sólido es un semiconductor. |
| Aislantes       | Parafina         | 3,37 × 10−17                                              |                  | |
| Líquidos        | Agua de mar      | 5 (Entre 1,7 y 5,9 en función de salinidad y temperatura) | 23               | Ver: Kayelaby para más detalles sobre las distintas clases del agua marina. 5(S·m−1) para una salinidad promedio de 35 g/kg alrededor de 23 °C (Los derechos de autor del material enlazado se pueden consultar en (c))                                                                              |
| Líquidos        | Agua potable     | 0,0005 a 0,05                                             |                  | Este rango de valores es típico del agua potable de alta calidad aunque no es un indicador de la calidad del agua. |
| Líquidos        | Agua desionizada | 5,5 × 10−6                                                |                  | 1,2 × 10−4 en agua sin gas; ver J. Phys. Chem. B 2005, 109, 1231-1238 |

Conductividad de los metales
Conductividad eléctrica de metales puros a temperaturas entre 273 y 300K (106 S⋅m−1): 
| H        |          |         |         |         |          |         |          |          |          |          |          |          |         |         |         |    | He |
| Li 10,47 | Be 26,6  |         |         |         |          |         |          |          |          |          |          | B        | C       | N       | O       | F  | Ne |
| Na 20,28 | Mg 22,17 |         |         |         |          |         |          |          |          |          |          | Al 36,59 | Si      | P       | S       | Cl | Ar |
| K 13,39  | Ca 28,99 | Sc 1,78 | Ti 2,56 | V 4,95  | Cr 7,87  | Mn 0,69 | Fe 10,02 | Co 17,86 | Ni 13,89 | Cu 57,97 | Zn 16,5  | Ga 7,35  | Ge      | As      | Se      | Br | Kr |
| Rb 7,52  | Sr 7,41  | Y 1,68  | Zr 2,31 | Nb 6,58 | Mo 18,12 | Tc 6,71 | Ru 14,08 | Rh 23,26 | Pd 9,26  | Ag 61,39 | Cd 14,71 | In 12,5  | Sn 8,7  | Sb 2,56 | Te      | I  | Xe |
| Cs 4,76  | Ba 2,92  | *       | Hf 2,94 | Ta 7,41 | W 18,38  | Re 5,81 | Os 12,35 | Ir 21,28 | Pt 9,26  | Au 44,03 | Hg 1,04  | Tl 6,67  | Pb 4,69 | Bi 0,93 | Po 2,5  | At | Rn |
| Fr       | Ra       | **      | Rf      | Db      | Sg       | Bh      | Hs       | Mt       | Ds       | Rg       | Cn       | Nh       | Fl      | Mc      | Lv      | Ts | Og |
| *        | La 21,28 | Ce      | Pr 1,43 | Nd 1,56 | Pm 1,33  | Sm 1,06 | Eu 1,11  | Gd 0,76  | Tb 0,87  | Dy 1,08  | Ho 1,2   | Er 1,16  | Tm 1,48 | Yb 4    | Lu 1,72 |    |    |
| **       | Ac       | Th 6,8  | Pa 5,65 | U 3,57  | Np       | Pu      | Am       | Cm       | Bk       | Cf       | Es       | Fm       | Md      | No      | Lr      |    |    |

## Explicación de la conductividad en metales
Antes del advenimiento de la mecánica cuántica, la teoría clásica empleada para explicar la conductividad de los metales era el modelo de Drude-Lorentz, donde los electrones se desplazan a una velocidad media aproximadamente constante que es la velocidad límite asociada al efecto acelerador del campo eléctrico y el efecto desacelerador de la red cristalina con la que chocan los electrones produciendo el efecto Joule.
Sin embargo, el advenimiento de la mecánica cuántica permitió construir modelos teóricos más refinados a partir de la teoría de bandas de energía que explican detalladamente el comportamiento de los materiales conductores.

### Modelo de Drude

Representación del modelo de Drude: los electrones, en azul, son movidos por el gradiente de campo eléctrico, y chocan con los iones de la red cristalina, en rojo.

Fenomenológicamente la interacción de los electrones libres de los metales con la red cristalina se asimila a una fuerza "viscosa", como la que existe en un fluido que tiene rozamiento con las paredes del conducto por el que fluye. La ecuación de movimiento de los electrones de un metal por tanto se puede aproximar por una expresión del tipo:

{\displaystyle m_{e}{\frac {d\mathbf {v} }{dt}}=-e\mathbf {E} -k\mathbf {v} }

Así la velocidad de arrastre de la corriente, es aquella en la que se iguala el efecto acelerador del campo eléctrico con la resistencia debida a la red, esta velocidad es la que satisface:

{\displaystyle -e\mathbf {E} -k\mathbf {v} _{e}=0,\qquad \mathbf {v} _{e}={\frac {-e\mathbf {E} }{k}}}

Para un conductor que satisface la ley de Ohm y con un número n de electrones por unidad de volumen que se mueven a la misma velocidad se puede escribir:

{\displaystyle \mathbf {j} =\sigma \mathbf {E} ,\quad \mathbf {j} =-en\mathbf {v} _{e}}

Introduciendo el tiempo de relajación {\displaystyle \scriptstyle \tau =m_{e}/k} y comparando las últimas expresiones se llega a que la conductividad puede expresarse como:

{\displaystyle \sigma ={\frac {ne^{2}\tau }{m_{e}}}}

A partir de los valores conocidos de {\displaystyle \scriptstyle \sigma } se puede estimar el tiempo de relajación {\displaystyle \scriptstyle \tau } y compararlo con el tiempo promedio entre impactos de electrones con la red. Suponiendo que cada átomo contribuye con un electrón y que n es del orden de 1028 electrones por m³ en la mayoría de metales. Usando además los valores de la masa del electrón {\displaystyle \scriptstyle m_{e}} y la carga del electrón {\displaystyle \scriptstyle e} el tiempo de relajamiento 10−14 s.
Para juzgar si ese modelo fenomenológico explica adecuadamente la ley de Ohm y la conductividad en los metales debe interpretarse el tiempo de relajamiento con las propiedades de la red. Si bien el modelo no puede ser teóricamente correcto porque el movimiento de los electrones en un cristal metálico está gobernado por la mecánica cuántica, al menos los órdenes de magnitud predichos por el modelo son razonables. Por ejemplo es razonable relacionar el tiempo de relajamiento {\displaystyle \scriptstyle \tau } con el tiempo medio entre colisiones de un electrón con la red cristalina. Teniendo en cuenta que la separación típica entre átomos de la red es l = 5·10−9 m y usando la teoría de gases ideales aplicada a los electrones libres la velocidad de los mismos sería {\displaystyle \scriptstyle v_{e}=(3kT/m_{e})^{1/2}} = 105 m/s, por lo que {\displaystyle \scriptstyle \tau \approx l/v} = 5·10−14 s, que está en buen acuerdo con los valores inferidos para la misma magnitud a partir de la conductividad de los metales.

### Modelo cuántico
Según el modelo de Drude-Lorentz la velocidad de los electrones debería variar con la raíz cuadrada de la temperatura, pero cuando se compara el tiempo entre colisiones estimado por el modelo de Drude-Lorentz con la conductividad a bajas velocidades, no se obtienen valores coherentes, ya que esas predicciones del modelo solo son compatibles con distancias interiónicas mucho mayores que las distancias reales.
En el modelo cuántico los electrones son acelerados por el campo eléctrico, y también interaccionan con la red cristalina transfiriéndole parte de su energía y provocando el efecto Joule. Sin embargo, al ser dispersados en una colisión con la red, por el principio de exclusión de Pauli los electrones deben acabar después de la colisión con el momentum lineal de un estado cuántico que previamente estuviera vacío; eso hace que los electrones dispersados con mayor probabilidad sean los más energéticos. Tras ser dispersados pasan a estados cuánticos con un momentum negativo de menor energía; esa dispersión continua hacia estados de momentum opuesto es lo que contrarresta el efecto acelerador del campo. En esencia este modelo comparte con el modelo clásico de Drude-Lorentz la idea de que es la interacción con la red cristalina lo que hace que los electrones se muevan a una velocidad estacionaria y no se aceleren más allá de un cierto límite. Aunque cuantitativamente los dos modelos difieren especialmente a bajas temperaturas.
Dentro del modelo cuántico la conductividad viene dada por una expresión superficialmente similar al modelo clásico de Drude-Lorentz:

{\displaystyle \sigma ={\frac {ne^{2}\tau }{m^{*}}}}

Donde:
{\displaystyle \tau \,} se llama también tiempo de relajación y es inversamente proporcional a la probabilidad de dispersión por parte de la red cristalina.
{\displaystyle m^{*}\,} no es ahora directamente la masa del electrón sino una masa efectiva que está relacionada con la energía de Fermi del metal.
Si por un razonamiento cuántico se trata de calcular la probabilidad de dispersión se tiene:

{\displaystyle \tau ={\frac {1}{P_{dis}}}={\frac {1}{n_{dis}\Sigma v_{F}}}}

Donde:
{\displaystyle P_{dis}\,} es la probabilidad de dispersión.
{\displaystyle n_{dis}\,} el número de iones dispersores por unidad de volumen.
{\displaystyle \Sigma \,} es la sección eficaz de cada dispersor.
{\displaystyle v_{F}\,} es la velocidad de un electrón que tiene la energía de Fermi.
De acuerdo con los cálculos cuánticos, la sección eficaz de los dispersores es proporcional al cuadrado de la amplitud de su vibración térmica, y como dicho cuadrado es proporcional a la energía térmica, y esta es proporcional a la temperatura T se tiene que a bajas temperaturas:

{\displaystyle \tau \propto {\frac {1}{T}}}

Este comportamiento predicho correctamente por el modelo no podía ser explicado por el modelo clásico de Drude-Lorentz, por lo que dicho modelo se considera superado por el correspondiente modelo cuántico especialmente para bajas temperaturas.